# Saša Bjelanović
Saša Bjelanović (ur. 11 czerwca 1979 w Zadarze) – piłkarz chorwacki grający na pozycji napastnika.

## Kariera klubowa
Bjelanović jest wychowankiem Zadarkomerc Zadar i szybko bo w wieku 18 lat zadebiutował w pierwszej lidze Chorwacji. 6 bramek Bjelanovicia pomogło Zadarowi w zajęciu 6. miejsca w lidze. W kolejnym sezonie bramkowy dorobek Sašy nie uległ zmianie i ponownie zdobył on 6 bramek w lidze, lecz tym razem drużyna z Zadaru spadła do drugiej ligi, a 20-letni wówczas Bjelanović odszedł do najlepszej w historii drużyny w Chorwacji, stołecznego Dinama Zagrzeb. Tam jednak zagrał tylko jeden raz w lidze i już po pół roku wylądował w NK Pula, jednak także i ten klub spadł do drugiej ligi.
Latem 2000 roku Saša podpisał kontrakt z Varteksem Varaždin. W zespole Varteksu znów odnalazł dawną formę i rok po roku był jednym z najlepszych strzelców drużyny i całej ligi. W sezonie 2000/2001 zdobył 12 bramek, a Varteks zajął wysokie 4. miejsce w lidze, natomiast w sezonie 2001/2002 jego dorobek strzelecki to 16 bramek, a Varteks ponownie zajął 4. miejsce w lidze. Po sezonie zmienił nie tylko klub, ale i kraj. Trafił do beniaminka włoskiej Serie A, Como Calcio, zagrał tam tylko rundę jesienną, po czym odszedł do Chievo Werona.
Sezon 2003/2004 spędził w Serie B, gdzie grał w Genoi. Genoa nie zdołała awansować do Serie A, a 12 bramek Bjelanovicia zrobiło wrażenie na szefach Lecce i w 2004 Bjelanović stał się zawodnikiem tego klubu. Jednak znów po roku zmienił otoczenie i trafił do innego pierwszoligowego zespołu Ascoli Calcio. Zdobył niezbyt wiele bramek, bo tylko 4, ale drużyna Ascoli zajęła wysokie 11. miejsce w lidze. Z Ascoli w 2007 roku spadł do Serie B. Latem przeszedł do Torino Calcio. W sezonie 2007/2008 rozegrał dla niego 19 ligowych spotkań, po czym w sierpniu 2008 roku został wypożyczony do Vicenzy Calcio. W sezonie 2008/2009 był podstawowym zawodnikiem nowego klubu i w 39 pojedynkach drugiej ligi zdobył 12 bramek. W letnim okienku transferowym w 2009 roku działacze Vicenzy wykupili go z Torino na stałe.
W 2010 roku przeniósł się do rumuńskiego CFR Cluj, gdzie zagrał w 13 meczach zdobywając 3 bramki. W zimowym oknie transferowym sezonu 2010/11 wrócił do Włoch do klubu Atalanta BC, z którym awansował do Serie A.
| Sezon   | Klub              | Kraj      | Rozgrywki | Mecze | Bramki |
| ------- | ----------------- | --------- | --------- | ----- | ------ |
| 1997/98 | Zadarkomerc Zadar | Chorwacja | Prva HNL  | 27    | 6      |
| 1998/99 | Zadarkomerc Zadar | Chorwacja | Prva HNL  | 31    | 6      |
| 1999/00 | Dinamo Zagrzeb    | Chorwacja | Prva HNL  | 1     | 0      |
| 1999/00 | NK Pula           | Chorwacja | Prva HNL  | 14    | 4      |
| 2000/01 | NK Varteks        | Chorwacja | Prva HNL  | 31    | 12     |
| 2001/02 | NK Varteks        | Chorwacja | Prva HNL  | 20    | 15     |
| 2002/03 | Como Calcio       | Włochy    | Serie A   | 15    | 2      |
| 2002/03 | Chievo Werona     | Włochy    | Serie A   | 12    | 4      |
| 2003/04 | Genoa 1893        | Włochy    | Serie B   | 41    | 12     |
| 2004/05 | US Lecce          | Włochy    | Serie A   | 22    | 5      |
| 2005/06 | Ascoli Calcio     | Włochy    | Serie A   | 31    | 4      |
| 2006/07 | Ascoli Calcio     | Włochy    | Serie A   | 26    | 7      |
| 2007/08 | Torino Calcio     | Włochy    | Serie A   | 19    | 0      |
| 2008/09 | Vicenza Calcio    | Włochy    | Serie B   | 39    | 12     |
| 2009/10 | Vicenza Calcio    | Włochy    | Serie B   | 35    | 8      |
| 2010/11 | CFR Cluj          | Rumunia   | Liga I    | 13    | 3      |
| 2010/11 | Atalanta BC       | Włochy    | Serie B   | 10    | 1      |
| 2011/12 | Atalanta BC       | Włochy    | Serie A   |       |        |

## Kariera reprezentacyjna
W reprezentacji Chorwacji Bjelanović zadebiutował 9 lutego 2005 roku w zremisowanym 3:3 meczu z reprezentacją Izraela, kiedy to w 77. minucie zmienił Eduardo da Silvę. Był to dla niego jak dotąd jedyny występ w kadrze.